# Lomanella blacki
Lomanella blacki is een hooiwagen uit de familie Triaenonychidae.